# Fiordo Ikka
El fiordo Ikka (antes escrito Ika) es un fiordo pequeño y estrecho en el suroeste del municipio de Sermersooq, Groenlandia. Es más conocido por la presencia de cientos de pilares del mineral metaestable ikaita, que debe su nombre al fiordo y se encuentra en Ikka en formaciones espectaculares cuya existencia es desconocida en otros lugares.

## Historia
La leyenda local sostenía que las columnas de toba del fiordo eran los restos de nórdicos ahogados que habían caído a través del hielo y que desde entonces habían permanecido de pie en el fondo.
El fiordo Ikka fue investigado científicamente por primera vez en colaboración entre investigadores del Ártico y hombres rana de la Armada danesa estacionados en Grønnedal en 1962. Esta investigación condujo al primer descubrimiento de ikaíta, que hasta entonces era desconocida para la ciencia y que tendía a desintegrarse durante el transporte para su análisis.
En 1995 y 1996 se realizaron estudios geofísicos del fondo del fiordo, y un estudio de dos años en los veranos de 2018 y 2019 que combinó fotogrametría aérea con drones y sonar multihaz recopiló más datos sobre la estructura del fiordo y las estructuras de toba ikaíta ubicadas en su interior.

## Morfología e hidrología
El fiordo Ikka es el resto de un estrecho valle glaciar y está flanqueado por acantilados de 500 metros de altura compuesta de gneis del Precámbrico. Está atravesado por rocas sieníticas y carbonatíticas del complejo ígneo Grønnedal-Ika, de 1.300 millones de años de antigüedad, que corre perpendicular al fiordo. El agua está compuesta por una capa inferior de agua de mar y una capa superior de uno a dos metros de profundidad y compuesta por menos escorrentía salina.
Las columnas de toba ikaite del fiordo están situadas en un "jardín" de menos de un kilómetro cuadrado donde el agua dulce altamente alcalina se filtra en el fondo del fiordo e interactúa con el agua fría del mar. Una reacción química resultante produce los pilares de toba, que se fortalecen aún más con algas rojas coralinas de los géneros Lithothamnion y Clathromorphum que incrustan las bases. Este jardín se superpone a la intrusión del complejo Grønnedal-Ika, que suministra agua dulce carbonatada.
Se sabe que existen al menos 938 columnas de ikaíta individuales, la mayoría en grupos compactos que se protegen entre sí de las fuerzas de marea. La mayor de estas columnas, "El Atolón", queda sumergida por menos de un metro de agua durante la marea baja, y es lo suficientemente fuerte como para que alguien pueda pararse sobre ella.

## Ecología
Las condiciones únicas alrededor e incluso dentro de las columnas de ikaite dan como resultado un bioma igualmente único, que incluye especies que no se encuentran en ningún otro lugar. Es el hogar de plantas que incluyen orquídeas, fauna que incluye halacaridae, y las algas rojas antes mencionadas. Muchas de las especies de bacterias que se encuentran en los jardines de columnas no se encuentran en ningún otro lugar.

## Conservación
El fiordo ha sido declarado sitio protegido por las autoridades de Groenlandia y el Programa de las Naciones Unidas para el Medio Ambiente, y algunos científicos incluso recomiendan que se le conceda el estatus de Patrimonio Mundial debido a su singularidad y diversidad biológica.
Las columnas de ikaite no pueden crecer en agua a temperaturas superiores a 10 ° C y las temperaturas más cálidas las descomponen. Como resultado, el aumento de las temperaturas del océano amenaza las columnas de ikaite y con ellas el ecosistema único del fiordo. En 2019, el agua del fiordo Ikka todavía estaba por debajo de este umbral, pero la temperatura podría aumentar aún más.